# Within Temptation
Within Temptation er et goth metal-band fra Holland. Det blev dannet af guitaristen Robert Westerholt og Sharon den Adel i 1996. Den følgende april udgav de deres debutalbum Enter. Deres musik er beskrevet som symphonic metal og nogen gange af medierne som gothic metal.

## Medlemmer

### Nuværende medlemmer
- Sharon den Adel – (sang) (1996-)
- Robert Westerholt – (guitar) (1996-)
- Ruud Adrianus Jolie – (guitar) (2001-)
- Jeroen van Veen – (bas) (1996-)
- Martijn Spierenburg – (keyboard) (2001-)
- Mike Coolen – (trommer) (2011-)

### Tidligere medlemmer
- Stephen van Haestregt – (trommer) (2002-2011)
- Ivar de Graaf – trommer (1996-1998, 1999-2001)
- Martijn Westerholt – keyboard (1996-2001)
- Michiel Papenhoeve – guitar (1996-2001)
- Jelle Bakker – guitar (2001)
- Ciro Palma – trommer (1998-1999)
- Dennis Leeflang – trommer (1996)
- Richard Willemse – trommer (1996)

## Diskografi

### Albums
- Enter (1997)
- Mother Earth (2000)
- The Silent Force (2004)
- The Heart Of Everything (2007)
- An Acoustic Night At The Theatre (2009)
- The Unforgiving (2011)
- Hydra (2014)
- Resist (2019)

### Ep'er
- The Dance (1998)

### Dvd'er
- Mother Earth DVD single (2002)
- Mother Earth Tour (2003)
- The Silent Force Tour (2005)
- Black Symphony (2008)

### Singler
- Restless(1997)
- Our Farewell (2001)
- Ice Queen (2001) #2 Holland, #21 Tyskland
- Mother Earth (single) (2003) #14 Tyskland, #15 Holland
- Running Up That Hill (2003) #7 Holland, #13 Tyskland
- Stand My Ground (2004) #4 Finland, #4 Holland, #13 Tyskland,
- Memories (2005) #11 Holland, #17 Tyskland, #19 Finland
- Angels (2005) #8 Holland, #9 Finland, #25 Tyskland
- What Have You Done (Feat. Keith Caputo)(2007) #1 Østrig, #4 Finland, #7 Holland
- Frozen (2007) #7 Holland
- The Howling (2007)
- All I Need (2007)
- Forgiven (2008)
- Utopia (Feat. Chris Jones) (2009)
- Faster (2011)
- Sinéad (2011)
- Shot in the Dark (2011)
- Crazy (2012) - Gnarls Barkley
- Grenade (2012) - Bruno Mars Cover

## Links
- Officielle hjemmeside
- The Silent Force – Officielle fanklub
- Officielle MySpace
- Within Temptation på Allmusic
- Within Temptation på Discogs
- Within Temptation på MusicBrainz
- Within Temptation på Encyclopaedia Metallum
- Within Temptation på Last.fm
- Within Temptation på Myspace

| Musikgruppe | Spire Denne artikel om en musikgruppe er en spire som bør udbygges. Du er velkommen til at hjælpe Wikipedia ved at udvide den. |